# 84200 Robertmoore
84200 Robertmoore è un asteroide della fascia principale. Scoperto nel 2002, presenta un'orbita caratterizzata da un semiasse maggiore pari a 3,2150627 UA e da un'eccentricità di 0,0806016, inclinata di 7,94760° rispetto all'eclittica.
L'asteroide è dedicato al progettista aerospaziale statunitense Robert Moore.